# Jan Francouzský (1219–1232)
Jan Francouzský (francouzsky Louis IX de France, 21. června 1219 – 1232) byl hrabě z Anjou a Maine z dynastie Kapetovců.

## Život
Narodil se jako jeden z mnoha mladších synů francouzského krále Ludvíka VIII. a Blanky, dcery kastilského krále Alfonse VIII. Roku 1226 mu na vojenském tažení zemřel otec, který mu ještě stihl darovat jako úděl hrabství Anjou a Maine. Matka se stala regentkou království za nedospělého nejstaršího syna Ludvíka. Byla nucena se postavit revoltujícím velmožům, shromážděným okolo Filipa Hurepela, nevlastního bratra zemřelého krále, který se okamžikem jeho skonu stal nejbližším dospělým mužským příbuzným následníka. Královně se podařilo hrozící povstání potlačit a vzpurné velmože si zavázala řadou smluv a dohod.
A právě Jan se tak stal na jaře roku 1227 snoubencem Jolandy, dcery bretaňského vévody Petra Mauclerca, původně plánované nevěsty anglického krále Jindřicha III. Dohoda uzavřená ve Vendôme byla pro Mauclerca výhodná, jako záruku dostal Angers, Le Mans, Baugé a Beaufort-en-Vallée. K manželství nedošlo, protože Jan roku 1232 ve svých třinácti letech zemřel. Jeho hrabství zdědil mladší bratr Karel a Jolanda se provdala za Huga z Lusignanu.